# Gibson (Wisconsin)
Gibson è un comune degli Stati Uniti, situato in Wisconsin, nella Contea di Manitowoc.